# دهنو كوخرد
 دهنو کوخرد  بكسر الدال والهاء، وضم النون والواو والكاف، قرية صغيرة تتبع ناحية كوخرد  (بالفارسية: بخش كوخرد)  من توابع مدينة بستك في محافظة هرمزگان في جنوب إيران. تقع في الشمال الغربي لبلدة كوخرد، بل هي ملاصقة للبلدة وتعبر جزءاً منها، فقط تفصل بينهما وادي شمو الذي يقسم المنطقة إلى قسمين، تبعد عن البلدة بمسفافة 500 متر، وعلى مقربة (وادي دلخه آودون) بمسافة 300 متر من جهة الشمال، وتقع في أسفل هضبة سلسلة جبال الناخ، تبعد عن كوخرد 500 متر، تحيط بها غابة كثيفة من الأشجار سمر (شجرة) (1) و سلم (شجر) (2) والضال(3).

## حدود قرية دهنو کوخرد
من الشمال: سلسلة جبال الناخ، و(وادى دِلخِه آودون)، و(گود میان ده)، من الجنوب الطريق الرئيسي التي تربط مدينة بستك بمدينة بندر لنجة، ثم أضرحة العلماء المعروفة بــ(دوگنبدان)، ومن الغرب مقصب كوخرد المسمى بــ(مقصب كوخرد الذهبي للدواجن)، ومن الشرق تنتهي بــ(وادى شمو) ثم قرية كوخرد.

## السكان
يقطن هذه القرية حوال 18 شخصاً يشكلون أربعة عوائل، وهم من أهل السنة والجماعة وعلى المذهب الشافعي. لهم مسجد واحد، وخمسة برك لحفظ مياه الأمطار. وهي قرية حديثة الإنشاء.

## المزارع والبساتين
بها مزارع النخيل وآبار غذبة وبركتان لتخزين مياه الأمطار، كذلك تزرع في بساتيها:الشمام، البطيخ، الجرجير، الفجل، الخس، الباذنجان، القرع، الطماطم، الخيار، وغير ذلك من الخضروات. كذلك تزرع في أراضيها: القمح والشعير.

## موقع القرية على خارطة غوغل ماب
- موقع قرية دهنو كوخرد على: Google Maps

## وصلات خارجية
- الادارية لمحافظة هرمزگان
- الادارية لمحافظة هرمزگان (بلده كوخرد)